# Telomoyo
Telomoyo (auch Telemoyo, indonesisch Gunung Telomoyo) ist ein aktiver Schichtvulkan auf der indonesischen Insel Java in der Provinz Zentral-Java.
Der Telomoyo liegt in einer Reihe von Vulkanen, die im Nordnordwesten mit dem Ungaran (2050 Meter) beginnt und sich südsüdöstlich  mit dem Merbabu (3145 Meter) und dem Merapi (2968 Meter) fortsetzt. Letzterer ist in den vergangenen Jahrhunderten regelmäßig ausgebrochen.
Der Telomoyo brach zuletzt im Holozän aus. Er erhebt sich im Süden einer u-förmigen Senke, die beim Zusammenbruch der Ostflanke des inzwischen erodierten Vulkans Soropati im Pleistozän entstand, und erreicht eine Höhe von 600 Metern über dem Rand der Senke.